# Паремейник Григоровича

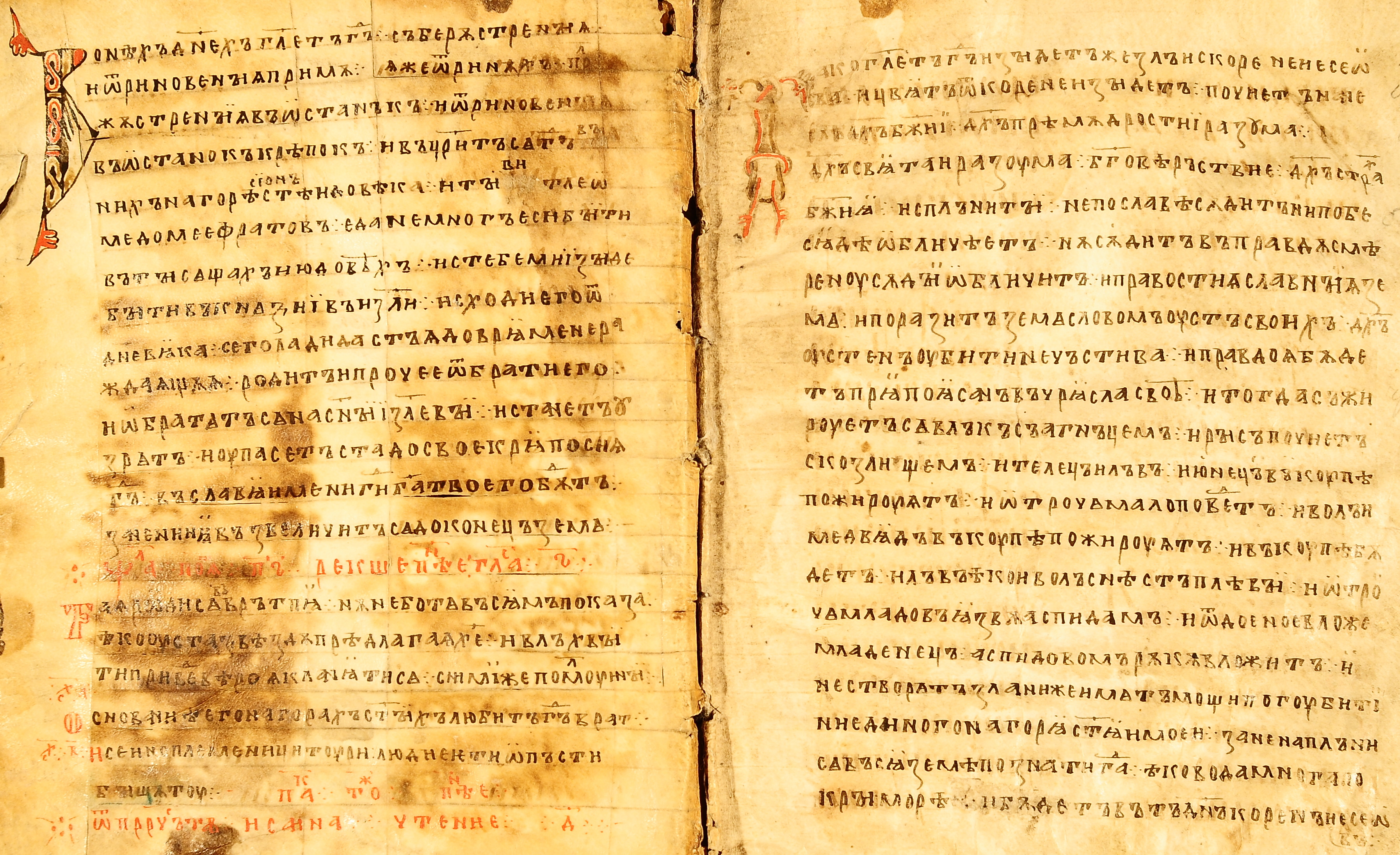
Паремейник Григоровича

Паремейник Григоровича — среднеболгарская пергаментная рукопись конца XII — начала XIII века. В 1844 году Виктор Григорович нашел её в Хиландарском монастыре и привез в Россию. В 1876 году она перешла в собственность Румянцевского музея в Москве, сейчас хранится в Российской государственной библиотеке под шифром Григ. № 2 / М.1685.
Рукопись представляет собой палимпсест: под её кириллическим текстом обнаружены следы стертого греческого изборного Евангелия IX века. В нынешнем виде рукопись содержит отрывки из Ветхого Завета (паремии), предназначенные для литургического чтения во время церковных праздников. Это старейший сохранившийся славянский паримийник (профитологий), возможно скопированный с глаголического оригинала. Несколько листов в середине и конце утеряны.

## Издание
- Рибарова, З., Хауптова, З. Григоровичев паримејник. Текст со критички апарат. Скопје, 1998